# الدوري السنغافوري الممتاز
الدوري السنغافوري الممتاز (بالإنجليزية: Singapore Premier League) هي مسابقة كرة القدم بين أندية سنغافورة. البطل الحالي هو نادي تامبينز روفرز.